# Foce del Fiume Verdura
Foce del Fiume Verdura este o arie protejată (arie specială de conservare — SAC, sit de importanță comunitară — SCI) din Italia întinsă pe o suprafață de 887 ha, integral pe uscat.

## Localizare
Centrul sitului Foce del Fiume Verdura este situat la coordonatele 37°29′33″N 13°13′58″E / 37.4925°N 13.2327°E.

## Înființare
Situl Foce del Fiume Verdura a fost declarat sit de importanță comunitară în septembrie 1995 pentru a proteja 16 specii de animale. Situl a fost protejat și ca arie specială de conservare în decembrie 2015.

## Biodiversitate
Situată în ecoregiunea mediteraneană, aria protejată conține 12 habitate naturale: Păduri de stejar alb estice, Tufărișuri halo-nitrofile (Pegano-Salsoletea), Râuri mediteraneene cu debit permanent cu specii de Paspalo-Agrostidion și galerii riverane de Salix și de Populus alba, Galerii și tufărișuri riverane sudice (Nerio-Tamaricetea și Securinegion tinctoriae), Păduri de Quercus ilex și Quercus rotundifolia, Tufărișuri termo-mediteraneene și de pre-deșert, Galerii de Salix alba și de Populus alba, Râuri mediteraneene cu debit permanent și vegetație de Glaucium flavum, Vegetație anuală la limita mareei, Pseudostepă cu ierburi și specii anuale de Thero-Brachypodietea, Dune mobile de-a lungul țărmului cu Ammophila arenaria („dune albe”), Râuri mediteraneene cu debit intermitent, cu specii de Paspalo-Agrostidion.
La baza desemnării sitului se află mai multe specii protejate de  păsări (16): lăcar mare (Acrocephalus arundinaceus), fluierar de munte (Actitis hypoleucos), pescăruș albastru (Alcedo atthis), stârc cenușiu (Ardea cinerea), ciocârlie-cu-degete-scurte (Calandrella brachydactyla), prundaș gulerat mare (Charadrius hiaticula), erete de stuf (Circus aeruginosus), egretă mică (Egretta garzetta), stârc pitic (Ixobrychus minutus), sfrâncioc cu cap roșu (Lanius senator), pescăruș-cu-cap-negru (Larus melanocephalus), pescăruș râzător (Larus ridibundus), ciocârlie de bărăgan (Melanocorypha calandra), stârc de noapte (Nycticorax nycticorax), chiră de mare (Thalasseus sandvicensis), fluierar de mlaștină (Tringa glareola)
Pe lângă speciile protejate, pe teritoriul sitului au mai fost identificate 3 specii de plante, 3 specii de păsări, 1 specie de amfibieni, 1 specie de nevertebrate, 1 specie de reptile.